# ブラディッシュ
株式会社ブラディッシュ（英文名称BLOODISSUE,inc.）は、徳島県徳島市雑賀町に本社を置く徳島大学歯学部系との産学連携で設立されたベンチャー企業。
再生医学の研究を柱に、医療装置や健康食品の開発などを行っている。

## 主な開発商品・技術
- 超純水製造装置
- 連続細胞培養装置
- 特性遠赤外線癌治療装置
- 特性遠赤外線医療用マット
- 徳島県産の藍を利用した化粧品
- 機能性コラーゲン食品
- アトピー体質でも食べることの出来るシャーベット
- スダチの搾りかすから香り水を抽出する技術